# Mouton-Duvernet (metropolitana di Parigi)
Mouton-Duvernet è una stazione della metropolitana di Parigi, sulla linea 4 (Porte d'Orléans - Porte de Clignancourt), sita nel XIV arrondissement.

## La stazione

### Origine del nome
Il nome deriva da rue Mouton-Duvernet, vicina alla stazione, in onore del generale Régis Barthélémy Mouton-Duvernet.

## Accessi
- av. du Général Leclerc: due scale al 40/42, avenue du Général Leclerc
- r. Mouton-Duvernet: scala mobile per i marciapiedi verso Porte d'Orléans al 36, avenue du Général Leclerc

## Interconnessioni
- Bus RATP - 38, 68
- Noctilien - N14, N21